# Nu couché (Modigliani, Shanghai)
Pour les articles homonymes, voir Nu couché (homonymie).
Nu couché (également connu en anglais sous le nom de Red Nude ou Reclining Nude, est une huile sur toile de 60,6 × 92,7 cm peinte en 1917 par Amedeo Modigliani. Elle fait partie de ses œuvres les plus célèbres . L'une de ses peintures les plus reproduites et exposées, elle est conservée au musée Long, de Shanghai, en Chine.

## Peinture
Le tableau fait partie d'une célèbre série de nus que Modigliani peint en 1917 sous le patronage du marchand d'art polonais Léopold Zborowski.
On pense qu'il a été inclus dans la première et unique exposition d'art de Modigliani en 1917, à la galerie Galerie Berthe Weill, fermée par la police.
Par ailleurs, les notes de lot de Christie's concernant la vente indiquent que cette série de nus de Modigliani a servi à réaffirmer et relancer le nu comme un sujet d'art moderne,,.

## Commentaire
Elle présente un modèle couché, placé au centre de l'image. La femme est vue d'assez près, si bien que les extrémités de ses membres ne sont pas montrées complètement. C'est ainsi que manquent les avant-bras avec les mains et la partie inférieure des jambes. Le visage est tourné vers le spectateur, que ses yeux ouverts regardent directement. Les hanches sont tournées légèrement vers l'arrière, en sorte que l'on n'aperçoit pas les détails du pubis. Le corps repose sur un drap de lit rouge, ce qui crée un léger contraste clair-obscur. Sous la tête se trouve un oreiller bleu qui constitue, avec le bord de la couverture blanche, la zone la plus claire de l'image. En arrière-plan on aperçoit le mur.
En somme c'est à peine si, en dehors du corps, il existe des éléments de l'image qui fassent diversion. L'image est orientée selon la composition de la photo de nu à l'époque, cependant l'érotisme n'est pas souligné mais nuancé de mélancolie. Du fait de la dignité et de la froideur apparente de la femme, on trouve une correspondance avec les sculptures de Modigliani.
Le critique d'art Jonathan Jones du Guardian note que Modigliani continue la tradition de la Vénus d'Urbin de Titien. Cette tradition de glorification du corps humain insuffle la sexualité du nu de Modigliani, réinventée une décennie plus tôt par les tableaux de Pablo Picasso et Henri Matisse. Jones remarque que Modigliani était un artiste religieux et que sa religion était le désir.

## Vente en 2015
Le 9 novembre 2015 chez Christie's à New York, le tableau est vendu à un collectionneur privé chinois, l'homme d'affaires chinois Liu Yiqian (en), pour 170 405 000 $, un record pour une peinture de Modigliani, ce qui la place parmi les plus chères des peintures jamais vendues.

## Provenance
- Léopold Zborowski, Paris.
- Jonas Netter, Paris.
- Riccardo et Cesarina Gualino, Turin (acquis à Paris, le 2 octobre 1928).
- Società Anonima Finanziaria, Zaccaria Pise, Milan, collection de vente, Galleria Pesaro, Milan, 5-8 février 1934, lot 185.
- Pietro Feroldi, Brescia (en 1935).
- Gianni Mattioli, Milan (acquis auprès de ci-dessus, 1949)
- par descence de Laura Mattioli Rossi (1977)[3]
- Liu Yiqian, Shanghai, 2015 (vendu chez Christie's, New York, le 9 novembre 2015 pour 170 405 000 $)[4],[11].